# Santiago López Petit
Santiago López Petit (Barcelona, 1950) es un químico y filósofo español.

## Biografía
Profesor de filosofía en la Universidad de Barcelona hasta el año 2014. Fue militante de la autonomía obrera en la década de los setenta. Trabajó como químico en una empresa de vidrio recuperada por sus trabajadores y participó en muchos de los movimientos de resistencia social posteriores a la crisis del movimiento obrero. Continúa la tradición de la filosofía sesentayochista francesa (sobre todo Deleuze y Foucault) y del marxismo heterodoxo italiano (autores del operaísmo como Negri, Panzieri y Tronti). Su filosofía se presenta como una crítica radical del presente y pone en juego diversos conceptos con los que profundizar esta crítica. A lo largo de toda su obra ha dedicado un gran esfuerzo a la formulación ontológica y existencial del querer vivir. 
Es uno de los impulsores de  Espai en Blanc  y de iniciativas como Dinero Gratis. Ha participado en las películas “El taxista Ful” y "Autonomía Obrera". Sus libros han sido traducidos a distintas lenguas.

## Obras
- Crítica de la Izquierda Autoritaria en Catalunya 1967-1974, editorial Ruedo Ibérico, Paris, 1975. (junto con J. A. Díaz). Reeditado por la editorial Icaria (Barcelona, 2016).
- Luchas autónomas en la transición democrática, ed. ZYX-ZERO, Madrid, 1997.
- Entre el Ser y el Poder. Una apuesta por el querer vivir (enlace roto disponible en Internet Archive; véase el historial, la primera versión y la última)., ed. Siglo XXI, Madrid 1994. Reeditado por la editorial Traficantes de sueños (Madrid, 2009).
- Horror Vacui. La travesía de la Noche del Siglo, ed. Siglo XXI, 1996.
- El Estado-guerra, ed. Hiru, Fuenterrabía 2003.
- El infinito y la nada. El querer vivir como desafío, ediciones Bellaterra, Barcelona 2003.
- Amar y pensar. El odio del querer vivir. Ed. Bellaterra, Barcelona 2005.
- La movilización global. Breve tratado para atacar la realidad. Traficantes de sueños, Madrid 2009.
- "Identidad y crisis", ed. El Tangram, Barcelona 2010.
- Hijos de la noche. ed. Bellaterra, Barcelona 2014.
- El gesto absoluto, El caso Pablo Molano: una muerte política. Pepitas de calabaza, Logroño 2018.
- No le deseo un Estado a nadie, libro colectivo sobre el conflicto catalán junto a Corsino Vela, Miguel Amorós, Tomás Ibáñez y Francisco Madrid, Pepitas de calabaza, Logroño 2018.